# نگارش علمی
نگارش علمی به زبان انگلیسی در قرن ۱۴ آغاز شده‌است.
انجمن سلطنتی تمرین خوبی برای نوشتن علمی است. تامس اسپرت در مورد اهمیت طرح و توضیحات ساده و دقیق به جای رشد و شکوفایی بلاغی در تاریخچه خودش از انجمن سلطنتی لندن نوشت. رابرت بویل در مورد اینکه اهمیت خواننده خستگی ناپذیر با یک ظاهری راکد و سطحی نیست، تأکید کرد.
از آنجا که بیشتر مجلات علمی نسخه خطی تنها به زبان انگلیسی را می‌پذیرند، یک صنعت سراسری را برای کمک به نویسندگان غیر بومی انگلیسی زبان برای بهیود متنشان قبل از ارسال توسعه داده است. آن در حال حاضر یک عمل پذیرفته شده برای به کار گرفتن مزایای این خدمات تبدیل شده‌است. این ساخت برای دانشمندان برای تمرکز روی تحقیقاتشان آسانتر است وو هنوز در مجلات عالی منتشر شده‌است. علاوه بر آزمون‌های توانایی خواندن مرسوم، ابزارهای نرم‌افزار متکی برپردازشگر زبان طبیعی به دانشمندان نویسنده برای ارزیابی کیفیت نسخ خطی پیش از ارسال به مجله کمک می‌کنند.
SWAN، یک نویسنده برنامه جاوا به وسیله پژوهشگران از دانشگاه شرق فلاند مثالی از یک ابزار است.

## راهنماهای سبک نوشتن
زمینه‌های مختلف بحث‌های مختلف برای سبک نوشتن دارند، و ژورنال‌های منحصر بفرد با یک زمینه معمولاً راهنمایی‌های سبک خود را دارند.
تعدادی از راهنماهای سبک برای نگارش علمی در برابر استفاده از صدا و آوا توصیه می‌کنند در حالیکه تعدادی آن را تشویق می‌کنند.
تعداد از ژورنال‌ها به کاربردن WE بجای I به عنوان ضمیر شخصی ترجیح می‌دهند. توجه کنید که we گاهی اوقات خواننده را شامل می‌شود، برای مثال در استنباط‌های ریاضی.
در علوم ریاضی، صرف فعل در زمان حال مرسوم است.
در علوم مواد شیمیایی، طرح شیمی به‌طور اساسی به عنوان نوشتن شیمی است. نکته این است که به‌طور واضح در سال ۱۹۸۱ روالد هافمن را برنده جایزه نوبل شیمی ساخت.